# Igea
Igea tỉnh và cộng đồng tự trị La Rioja, phía bắc Tây Ban Nha. Đô thị này có diện tích là 54,25 ki-lô-mét vuông, dân số năm 2009 là 744 người với mật độ 13,11 người/km². Đô thị này có cự ly 87 km so với Logroño.